# Bernart de Ventadorn
Bernart de Ventadorn, francoski trubadur, pesnik in skladatelj, * 1130 do 1140, † 1190 do 1200.
Prebival je v Montluçonu in Toulouseu, verjetno pa tudi v Angliji. Umrl naj bi v samostanu v Dordogni.
Glede na število ohranjenih skladb zaseda Bernart posebno mesto med posvetnimi skladatelji 12. stoletja. Ohranjenih je 45 pesmi, od tega jih 18 vsebuje tudi glasbeni zapis. Bernartu pripisujejo velik vpliv na razvoj glasbe truverjev v severni Franciji, mnogi izmed njih so ga posnemali (glasbeno izročilo truverjev je bolje ohranjeno kot trubadursko). 